# Големи и малки
„Големи и малки“ (на македонска литературна норма: „Големи и мали“) е роман за деца на северномакедонския писател Бошко Смакьоски. Романът е публикуван за първи път през 1966 година в изданието на Новинарско-издателско предприятие „Нова Македония“, редакция „Детска радост“, като осма книга от библиотека „Развигор“.

## История
Романът е отпечатан през 1966 година в печатницата „Нова Македония“, в тираж от 12 000 екземпляра. Техническата редакция е дело на Миле Арсовски, лектурата е на Лидия Ежова, а редакто е Елена Павлова. Книгата има 79 страници и освен романът съдържа и основна биографична информация относно автора. Романът е първият дълъг прозаичен текст Смакьоски и за него той печели първа награда на конкурса „Детска радост“ в 1966 година.